# Јована Рогић
Јована Рогић (3. август 1988) је српска репрезентативка у џудоу. Освојила је две медаље на џудо Гренд слему.